# 64 شارع الحديقة
64 شارع الحديقة (بالإنجليزية: 64 Zoo Lane)‏ مسلسل رسوم متحركة كندي عرض لأول مره في 18 فبراير 1999 حتى 28 فبراير 2013.

## روابط خارجية
- 64 شارع الحديقة على موقع IMDb (الإنجليزية)
- 64 شارع الحديقة على موقع ألو سيني (الفرنسية)
- 64 شارع الحديقة على موقع قاعدة بيانات الفيلم (الإنجليزية)